# François Bussini
François Jacques Bussini, né le 21 mai 1936 à Sallanches et mort le 13 octobre 2018 à Quingey, est un ecclésiastique catholique français, évêque d'Amiens de 1985 à 1987.

## Biographie
François Bussini est ordonné prêtre le 5 juillet 1965.
Nommé évêque auxiliaire de Grenoble le 12 décembre 1977 à 41 ans, il est consacré le 4 mars 1978.
Il est ensuite nommé évêque d'Amiens le 28 décembre 1985, fonction qu'il exerce jusqu'au 6 mars 1987.
Il décède le 13 octobre 2018 au centre hospitalier régional universitaire de Besançon.
Il est inhumé dans le caveau des évêques de la cathédrale Notre-Dame d'Amiens.